# ゼイディー・スミス
ゼイディー・スミス（Zadie Smith, 1975年10月27日 - ）はイギリスの作家。

## 経歴
ロンドン北西部生まれ。ジャマイカ人の母とイギリス人の父を持つ。14歳の時に、セイディー（Sadie）からゼイディー（Zadie）へ改名。
ケンブリッジ大学の在学中に執筆を始めた小説が、出版社の間で版権争奪戦を起こし話題となる。その後発表された長篇第1作『ホワイト・ティース』は、イギリスとアメリカでベストセラーとなり、数々の文学賞を受賞。
長篇第2作『直筆商の哀しみ』の執筆後、2002年に渡米してハーヴァード大学で学ぶ。『直筆商の哀しみ』は、2003年にジューイッシュ・クォータリー・ウィンゲイト賞を受賞、ボランジェ・エブリマン・ウッドハウス賞にノミネートされた。長篇第3作On Beautyは、2006年のオレンジ賞を受賞。2016年ヴェルト文学賞、2018年オーストリア国家賞受賞。2018年、"Feel Free: Essays"で第43回全米批評家協会賞を受賞。
現在は、夫である作家のニック・レアードと共にロンドン北部のキルバーンに住む。

## 主な著作

### 長篇
- 『ホワイト・ティース』上・下（White Teeth (2000)、小竹由美子訳、新潮社、新潮クレスト・ブックス） 2001
- 『直筆商の哀しみ』（The Autograph Man (2002)、小竹由美子訳、新潮社、新潮クレスト・ブックス） 2004
- 『美について』（On Beauty (2005)、堀江里美訳、河出書房新社） 2015

### 短篇
- The Trials of Finch (2002)
- Martha, Martha (2003)
- Hanwell in Hell (2004)

### エッセイ、レヴュー、インタヴュー
- On the Road: American Writers and Their Hair
- We proceed in Iraq as hypocrites and cowards - and the world knows it
- We are family（弟であるラッパーのDoc Brownとのインタヴュー）

## 映像化作品
- 『White Teeth』（2002） -　同名の長篇を原作としたTVドラマ
On Beauty FilmFour が映画化権を取得、アリソン・オーウェンとスコット・ルーディンが製作、テッサ・ロスが製作総指揮とのこと。